# Lijsbeth Teding van Berkhout
Jkvr. Lysbeth Fernande Teding van Berkhout (Amsterdam, 1946) is een Nederlands edelsmid, sieraadontwerper en beeldhouwer.

## Leven en werk
Van Berkhout stamt uit het adellijk geslacht Teding van Berkhout. Na het Montessori Lyceum ging ze naar de Gerrit Rietveld Academie (1966-1970) in Amsterdam. Ze specialiseerde zich in edelsmeedkunst en maakt sieraden, penningen en kleinplastieken met verschillende technieken en van materialen als aluminium, glas, messing en zilver.
Enkele opdrachten
In opdracht van de Vereniging voor Penningkunst ontwierp Van Berkhout twee penningen: Vierkant met cirkel in hoek (1980) en een Welkomstpenning (2000) voor nieuwe leden. Ze hield zich daarbij niet aan de historische ronde penningvorm, de eerste is een roodkoperen dubbelpenning die op verschillende manieren in elkaar geschoven kan worden, de tweede bestaat uit drie bouwstenen van plexiglas. In 1984 maakte ze de sculptuur Koppeling, die werd uitgereikt als de Amsterdamse Woningbouwprijs van Het Parool. In 1985 ontwierp zij de nieuwe Arti-medaille, een glazen sculptuur.
Exposities
Van Berkhout exposeerde onder meer met jkvr. Françoise van den Bosch bij Galerie Sieraad (1970), toonde "ingenieuze broches" bij Museum Fodor (1980) en nam als lid van de Vereniging van Edelsmeden en Sieraadontwerpers deel aan een expositie in het Stedelijk Museum Amsterdam (1981). Kunstcriticus Eric Bos schreef naar aanleiding van een expositie in 1984 dat Teding van Berkhoudt zich "onderscheidt in het combineren van puur ambachtelijk werk met het experimenteren in nieuwe vormen."
Haar werk is opgenomen in de collecties van onder andere het Design Museum Den Bosch en het Teylers Museum.
- RKD-Nederlands Instituut voor Kunstgeschiedenis: 76678